# Dirphya singularis
Dirphya singularis är en skalbaggsart som först beskrevs av Teocchi 1994.  Dirphya singularis ingår i släktet Dirphya och familjen långhorningar.
Artens utbredningsområde är Burundi. Inga underarter finns listade i Catalogue of Life.